# Diga di Gigerwald
La diga di Gigerwald è una diga ad arco situata in Svizzera, nel Canton San Gallo, nel comune di Pfäfers.

## Descrizione
Ha un'altezza di 147 metri e il coronamento è lungo 430 metri. Il volume della diga è di 460.000 metri cubi.
Il lago creato dallo sbarramento, il Gigerwaldsee ha un volume massimo di 35,6 milioni di metri cubi, una lunghezza di 3 km e un'altitudine massima di 1335 m s.l.m. Lo sfioratore ha una capacità di 180 metri cubi al secondo.

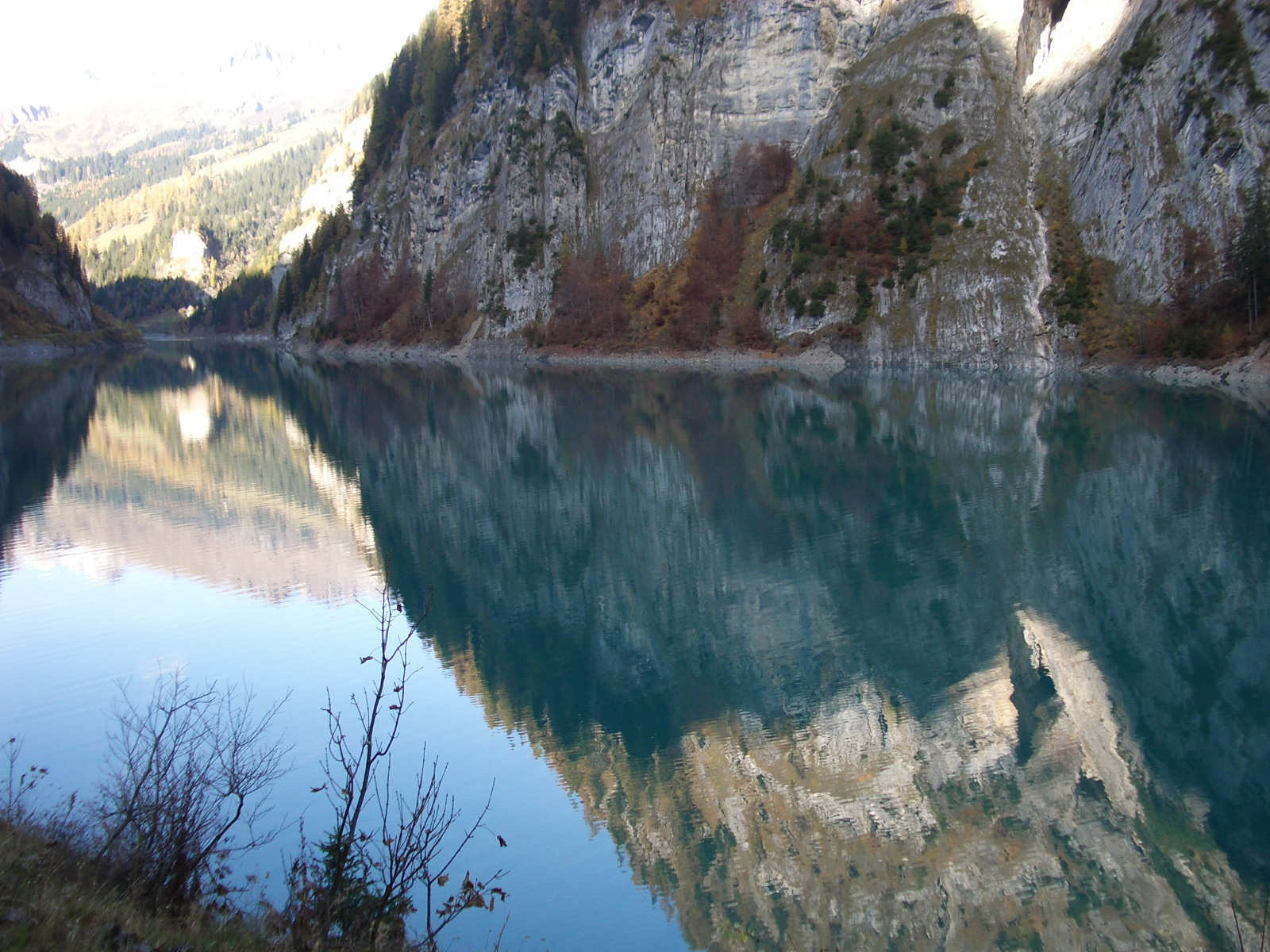
Il lago

Le acque del lago vengono sfruttate dall'azienda KW Sarganserland AG.

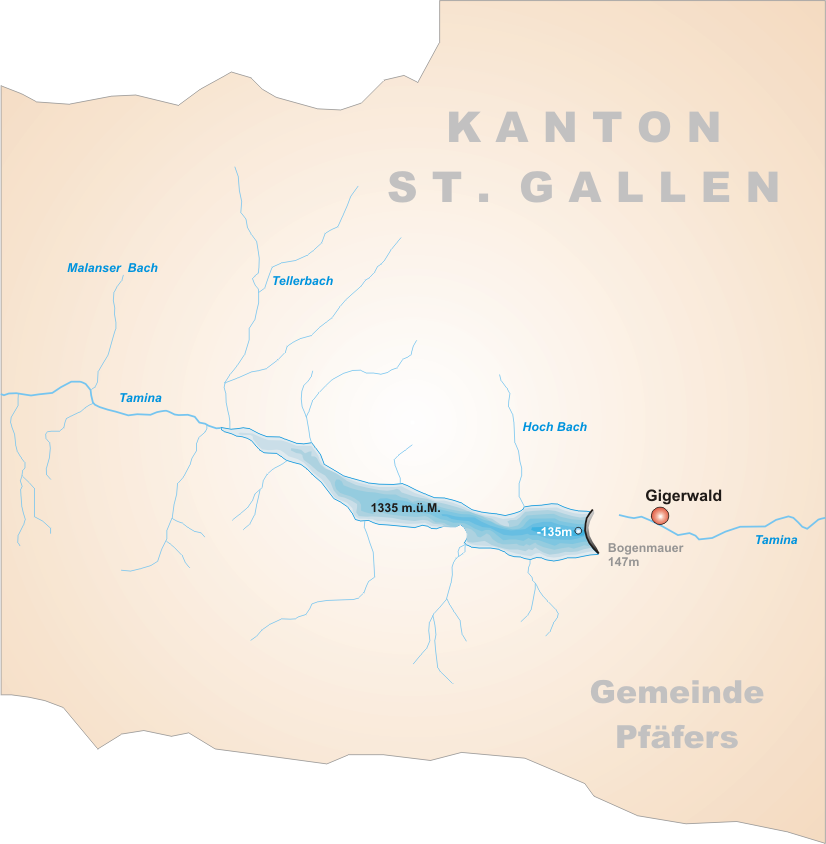
Mappa del lago